# Споменици културе у општини Кучево
Следи списак споменика културе у општини Кучево:
| ИД      | Слика                                                | Назив                                                | Адреса          | Координате                                     | Место           | Градска општина | Општина | Надлежни завод |
| ------- | ---------------------------------------------------- | ---------------------------------------------------- | --------------- | ---------------------------------------------- | --------------- | --------------- | ------- | -------------- |
| СК 613  | Црква Светог Вазнесења у Кучеву                      | Црква Светог Вазнесења у Кучеву                      |                 | 44.476643°N 21.670799°E / 44.476643, 21.670799 | Кучево          |                 | Кучево  | СМЕДЕРЕВО      |
| СК 709  | Воденица Мишића у Кучеву                             | Воденица Мишића у Кучеву                             |                 | 44.475472°N 21.666474°E / 44.475472, 21.666474 | Кучево          |                 | Кучево  | СМЕДЕРЕВО      |
| СК 710  | Кућа Панте Грујића у Церемошњи                       | Кућа Панте Грујића у Церемошњи                       |                 | 44.404293°N 21.650913°E / 44.404293, 21.650913 | Церемошња       |                 | Кучево  | СМЕДЕРЕВО      |
| СК 973  | Родна кућа народног хероја Слободана Јовића у Кучеву | Родна кућа народног хероја Слободана Јовића у Кучеву | Маршала Тита 96 | 44.478993°N 21.659539°E / 44.478993, 21.659539 | Кучево          |                 | Кучево  | СМЕДЕРЕВО      |
| СК 1707 | Кућа Вукашина Милошевића у Кучајни                   | Кућа Вукашина Милошевића у Кучајни                   |                 | 44.450402°N 21.653642°E / 44.450402, 21.653642 | Кучајна         |                 | Кучево  | СМЕДЕРЕВО      |
| СК 1736 | Воденица Витомира Ђорђевића у Турији (Кучево)        | Воденица Витомира Ђорђевића у Турији (Кучево)        |                 | 44.519459°N 21.635758°E / 44.519459, 21.635758 | Турија (Кучево) |                 | Кучево  | СМЕДЕРЕВО      |